# Литлтон (Њу Хемпшир)
Литлтон (енгл. Littleton) насељено је место без административног статуса у америчкој савезној држави Њу Хемпшир.

## Демографија
По попису из 2010. године број становника је 4.412, што је 19 (-0,4%) становника мање него 2000. године.
| Група             | 2000.         | 2010.         |
| Белци             | 4.221 (95,3%) | 4.194 (95,1%) |
| Афроамериканци    | 14 (0,3%)     | 23 (0,5%)     |
| Азијати           | 40 (0,9%)     | 45 (1,0%)     |
| Хиспаноамериканци | 73 (1,6%)     | 92 (2,1%)     |
| Укупно            | 4.431         | 4.412         |